# Kaiserkanal

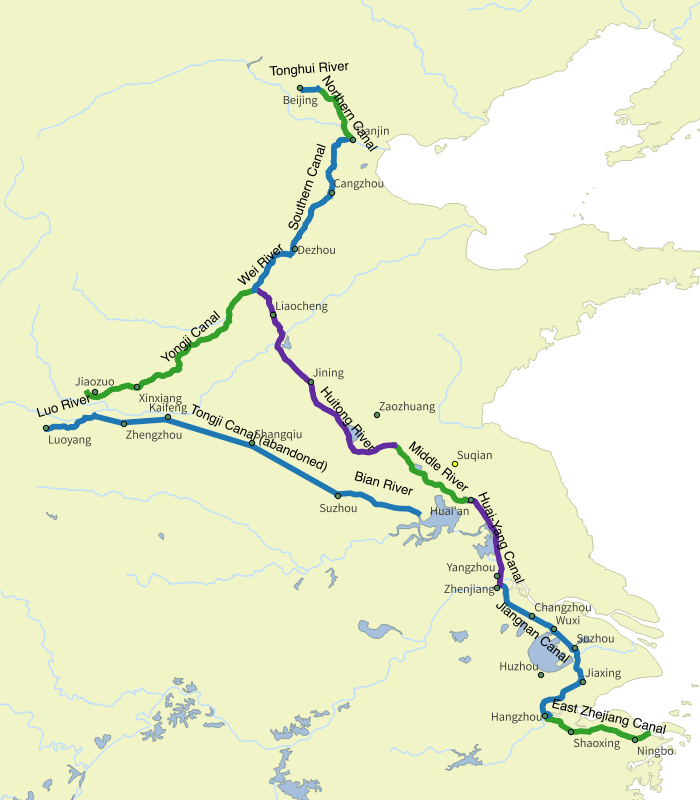
Moderner Verlauf des Kaiserkanals

Der Kaiserkanal (chinesisch 大運河 / 大运河, Pinyin Dà Yùnhé – „Großer Kanal“, auch 京杭大運河 / 京杭大运河,  Jīng Háng Dà Yùnhé – „Großer  Peking-Hangzhou Kanal“) ist die längste von Menschen geschaffene Wasserstraße der Welt. Mit einer Länge von mehr als 1800 Kilometern und einer Breite von bis zu 40 Metern verband er den Norden Chinas (Peking) mit dem fruchtbaren Mündungsgebiet des Jangtsekiang (Hangzhou). Er überwand einen Höhenunterschied von 42 Metern, war 3 bis 9 Meter tief und gilt als das Meisterwerk der Wasserbaukunst im alten China. Im Jahr 2014 wurde er daher von der UNESCO als Welterbe der Menschheit anerkannt.

## Geschichte

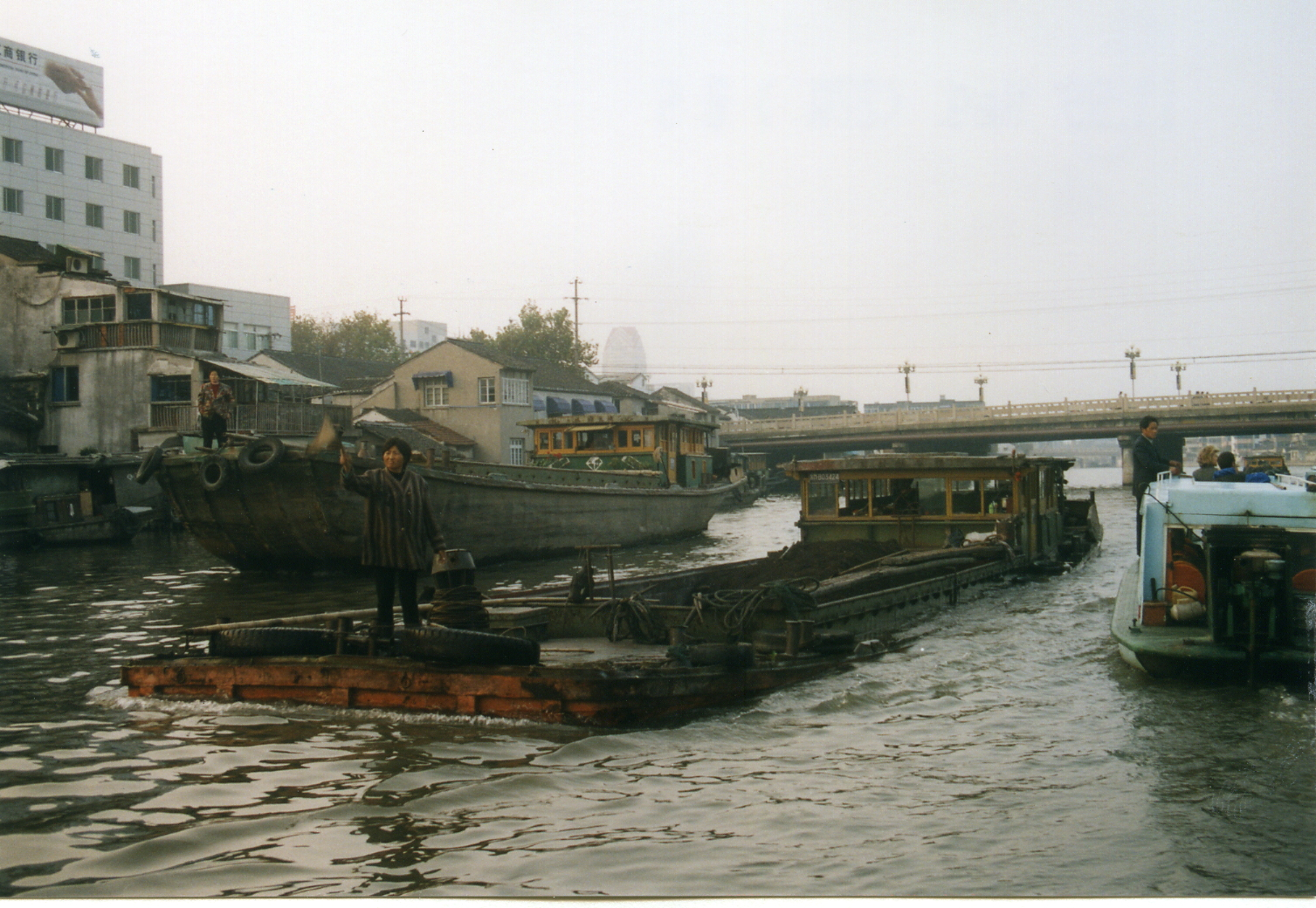
Schiffsverkehr auf dem Kaiserkanal bei Suzhou, 1999

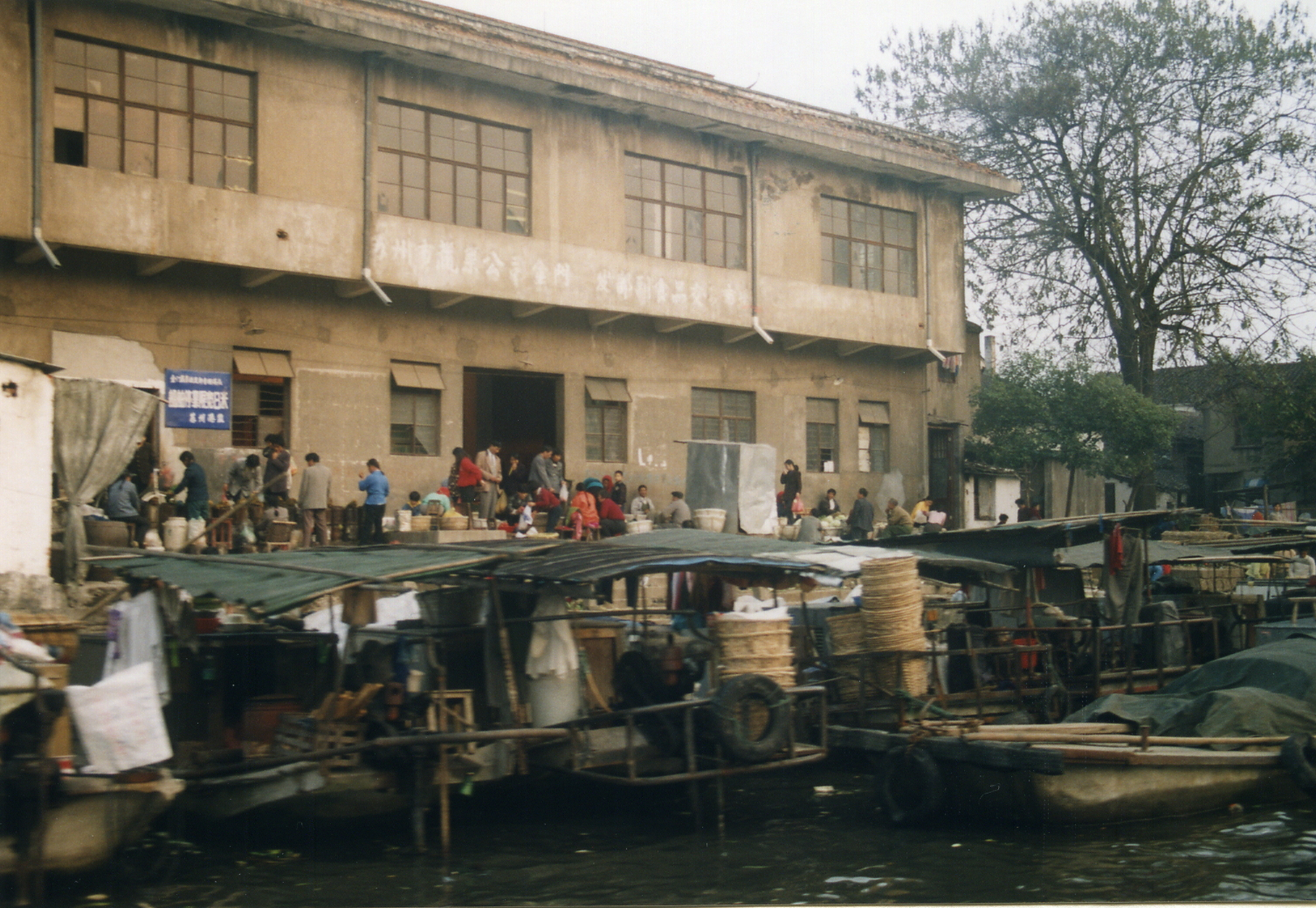
Lagerhalle mit Schiffen am Kaiserkanal bei Suzhou, 1999

Einzelne Teile des Kanals entstanden schon vor mehr als 2.400 Jahren (Ende der Frühlings- und Herbstannalen im Staat Wu), so der Han-Kanal. Die erste künstliche Wasserstraße Chinas soll der aus dem 6. bis 4. Jahrhundert v. Chr. stammende Hong-Gou-Kanal gewesen sein. Zur Qin- und Han-Zeit wurden verschiedene
Kanalprojekte in Angriff genommen, sowohl im Interesse des Transportes als auch der Bewässerung.
Zwischen 584 und 610 ließen die Sui-Kaiser (hauptsächlich Yangdi) ein Kanalnetz ausbauen, das die Hauptstädte am Huanghe und Wei He mit dem Unterlauf des Jangtsekiang und mit Hangzhou im Süden sowie mit der Region beim heutigen Peking im Norden verband. Kaiser Yangdi selbst fuhr 605 mit einer 65 Meilen langen Flotte von Luoyang hinunter nach Jiangdu (Yangzhou), so dass die Preise für Lebensmittel entlang seines Weges hochschnellten.
Konkret verband der Guangtongqu die Hauptstadt Chang’an 584 mit dem Wei He und Huanghe, der Tongjiqu (auch Bianhe) verband 605 die Gegend um Luoyang mit dem Unterlauf des Huaihe. Von dort verband der Shanyangdu 606 das heutige Huai’an mit dem Yangzi bei Yangzhou, während der Jiangnanhe dann 610 noch Hangzhou anband. Im Norden stellte der 608/09 gebaute Yongjiqu die Verbindung der Hauptstädte mit der Region um Peking dar. Zur Tang-Zeit kamen noch einige Erweiterungen hinzu, zum Beispiel der Guangjiqu bei Huai’an 742.
Parallel zu den Kanälen wurden Straßen gebaut und in regelmäßigen Abständen Relaisstationen errichtet, da Umladungen nie zu vermeiden waren. In der Nähe der damaligen Hauptstädte Luoyang und Chang’an nahmen riesige Speicher die Warenströme auf. Ein großer Teil der in den Norden verschifften Güter war Seide, Getreide und später Reis.
Neben der Funktion als Versorgungs- und Handelsweg kam dem Kanal auch eine besondere strategische Bedeutung für Truppen- und Nachschubtransporte zu. Zur späten Tang-Zeit und danach war daher beispielsweise in Xuzhou eine starke Garnison stationiert, welche die örtlichen Militärbefehlshaber von einer Einflussnahme zuungunsten der Dynastie abhalten sollte.
Mit der Erfindung der Schleuse durch Qiao Weiyue 984 wurden die Kanäle sukzessive damit ausgerüstet. Vorher wurden Höhengefälle (höchster Punkt des Kaiserkanals: 42 Meter über dem Meeresspiegel) durch Rutschbahnen oder Rampen überwunden, wobei die Schiffe oft absichtlich beschädigt wurden und die Ladung gestohlen wurde. Bei Trockenheit musste man den Betrieb der Rutschbahnen zudem sehr einschränken.
Als im 13. Jahrhundert die Yuan-Dynastie ihre neue Hauptstadt Dadu im Gebiet des heutigen Peking gründete, wurde der Kaiserkanal bis dorthin verlängert und teilweise neu trassiert (Tonghui-Kanal, Huitong-Kanal 1289). Die alte Route war für die neuen Erfordernisse zu lang und längst nicht mehr ausreichend schiffbar gewesen. Parallel dazu benutzte man seit den 1280ern den Seeweg, um die Hauptstadt bzw. den Norden zu versorgen.
Für mehr als 600 Jahre war der Kanal für Peking die wichtigste Versorgungsader mit Getreide (vor allem Reis), aber auch mit Seide und anderen Handelsgütern. Der größte Teil des für den Bau der Verbotenen Stadt benötigten Holzes wurde auf dem Kanal herbeigeschafft.
Nachdem im Jahre 1855 der Gelbe Fluss seinen Lauf nach Süden verlegt hatte, war der Kanal nicht mehr durchgehend schiffbar und verlor dadurch an Bedeutung. Die Abschaffung des Naturalsteuersystems im Jahr 1901 hatte einen deutlichen Rückgang des Transportvolumens und einen weiteren Bedeutungsverlust zur Folge. Zudem hatte die Kanalschifffahrt mit der Shandong-Eisenbahn-Linie ernsthafte Konkurrenz bekommen.
Nach der Gründung der Volksrepublik China im Jahre 1949 setzte man den Kaiserkanal teilweise wieder instand, so dass er heute als regionaler Schifffahrtsweg und auch als Bewässerungskanal genutzt werden kann. Aufgrund des saisonalen Wassermangels im Norden Chinas und der dadurch eingeschränkten Schiffbarkeit spielt er allerdings keine überregionale Rolle mehr. Heute nutzt das Süd-Nord-Wassertransferprojekt Teile des alten Kaiserkanals.

## Verlauf

Kaiserkanal in der Provinz Shandong zwischen 1877 und 1881

### Moderner Verlauf
- Jiangnan-Kanal
- Li-Kanal
- Zhong-Kanal
- Lu-Kanal
- Südlicher Kanal
- Nördlicher Kanal und Tonghui-Fluss

### Historischer Verlauf
- Jia-Kanal
- Neuer Nanyang-Kanal
- Huitong-Kanal
- Jizhou-Kanal
- Herzog Huans-Kanal
- Yilou-Kanal